# Keke Palmer

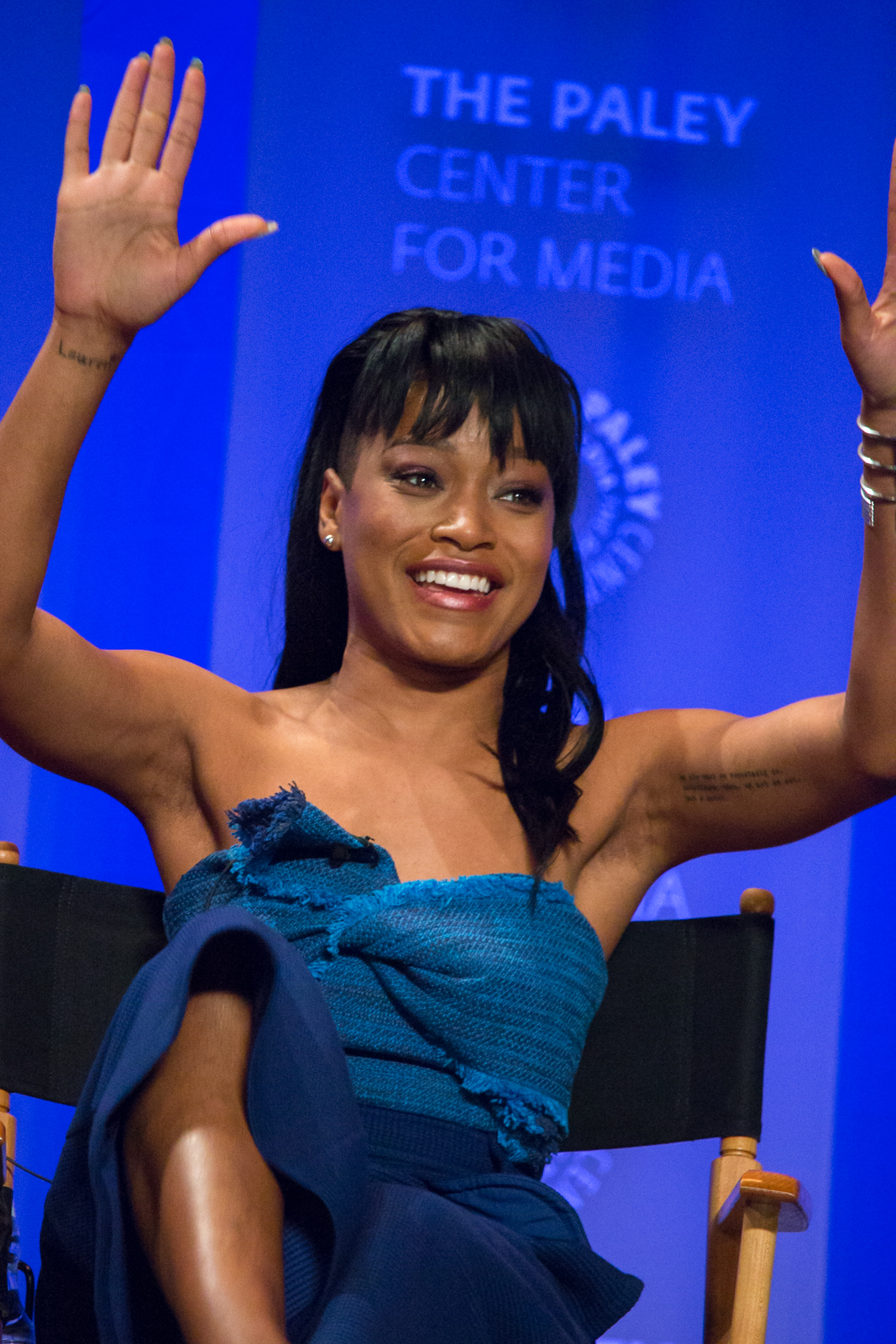
Keke Palmer (2016)

Lauren Keyana "Keke" Palmer, född 26 augusti 1993 i Harvey, Illinois, är en amerikansk skådespelare, sångerska och TV-personlighet. Palmer började skådespela när hon var 11 år gammal och debuterade i filmen Barbershop 2: Back in Business (2004). Hon spelade titelrollen i Akeelah and the Bee (2006). Hennes karriär utvecklades med roller i filmerna Madeas Family Reunion (2006), The Longshots (2008) och Shrink (2009), samt TV-filmerna The Wool Cap (2004) och Jump In! (2007).
Palmer släppte sitt debutstudioalbum, So Uncool, 2007 genom Atlantic Records.

## Diskografi
Album
- So Uncool (2007)[2]
- Virgo Tendencies, Pt. I (2020)[3]
- Virgo Tendencies, Pt. II (2020)[4]

Mixtejper
- Awaken (2011)[5]
- Waited to Exhale (2016)[6]

EP:er
- Keke Palmer (2012)[7]
- Lauren (2016)[8]

Singlar
- Keep it Movin’ (2007)[9]

- We Are (Ice Age 2012 soundtrack)[10]
- Dance Alone (2012)
- Enemiez (fest. Jeremih, 2016)
- Yellow Lights (2016)
- Hands Free (2016)
- Wind Up (2017)[11]
- Better to Have Loved (2018)[12]
- Twerk N Flirt (2019)[13]
- GIANTS (2019)
- Got Em Mad (2020)
- Virgo Tendencies (2020)
- Thick (2020)
- Snack (2020)

## Film
- Barbershop 2: Back in Business
- The Wool Cap
- Knights of the South Bronx
- Akeelah and the Bee
- Madea's Family Reunion
- Cleaner
- Jump In!
- The Longshots
- Unstable Fables: Tortoise vs. Hare
- Shrink
- Joyful Noise
- Winx Club: The Secret of the Lost Kingdom
- Ice Age: Continental Drift
- Rags
- Abducted: The Carlina White Story
- Curdled
- CrazySexyCool: The TLC Story
- Imperial Dreams
- The Trip to Bountiful
- Animal
- Brotherly Love
- Nope
- 2025 – Good Fortune

## TV
- Cold Case
- Strong Medicine
- Second Time Around
- Cityakuten
- Law & Order: Special Victims Unit
- Tyler Perry's House of Payne
- Just Jordan
- True Jackson, VP
- The Cleveland Show
- Degrassi: The Next Generation
- Winx Club
- 90210
- Key & Peele
- Full Circle
- Single Ladies
- Grey's Anatomy
- Family Guy
- Just Keke
- 2014 – Masters of Sex (TV-serie) (4 avsnitt)
- 2015–2016 – Scream Queens (TV-serie) (14 avsnitt)
- 2017–2019 – Berlin Station (TV-serie)